# Путешествие в Арзрум (фильм)
«Путешествие в Арзрум» — звуковой советский художественный фильм 1936 года, снятый по мотивам путевых очерков А. С. Пушкина. Снят к 100-летию со дня смерти писателя.

## Сюжет
О путешествии русского дворянина на Кавказ (см.: А. С. Пушкин. Путешествие в Арзрум во время похода 1829 года).

## В ролях
| Актёр                 | Роль                       |
| --------------------- | -------------------------- |
| Дмитрий Журавлёв      | Александр Сергеевич Пушкин |
| Константин Хохлов     | Нурцев                     |
| Николай Рыжов         | Раевский                   |
| Лев Колесов           | майор Бутурлин             |
| Георгий Сочевко       | Чернышев                   |
| Серафим Азанчевский   | генерал Паскевич           |
| Вячеслав Волков       | Иванцов                    |
| Владимир Сладкопевцев | солдат Мищенко             |
| Георгий Семёнов       | Семичев                    |
| Александра Тоидзе     | Маро                       |
| Никита Кондратьев     | казак                      |
| П. Андреев            | Герсеван                   |
| Всеволод Семёнов      | Семичев                    |
| Павел Волков          | (нет в титрах) кучер       |

## Съёмочная группа
- Авторы сценария: Михаил Блейман, Илья Зильберштейн
- Режиссёры: Моисей Левин, Борис Медведев
- Оператор: Николай Ушаков
- Художник: Моисей Левин
- Композитор: Николай Стрельников

## Технические данные
- Чёрно-белый, звуковой.
- Премьера: 10 февраля 1937 года, СССР.